# 李亚栋
李亚栋（1964年11月25日—），男，安徽宿松人，中国无机化学家，中国科学院院士，清华大学教授。

## 生平
1986年毕业于安徽师范大学化学系，1991年在中国科学技术大学获硕士学位，并留校工作。1998年于中国科学技术大学获博士学位。1999年调至清华大学，任化学系教授。2001年获聘教育部长江学者特聘教授。2022年6月，获聘为安徽师范大学校长。

## 学术贡献
主要从事先进功能材料与无机合成化学研究工作。在Science，Nature，JACS，Angew. Chem.等期刊发表论文500余篇。主持国家重大基础研究项目、国家杰出青年科学基金等国家级项目多项。

## 社会兼职
国务院学位委员会第八届学科评议组化学评议组成员，中国化学会常务理事，《Nano Research》、《Science China Materials》主编，《Science Bulletin》化学执行主编。

## 奖项和荣誉
- 2000年，获中国科学院自然科学一等奖
- 2001年，获全国优秀博士学位论文奖[3]
- 2001年，获国家自然科学二等奖（第三完成人）[4]
- 2002年，获茅以升科技技术奖-北京青年科技奖[5]
- 2006年，获北京市科学技术一等奖（第一完成人）[6]
- 2007年，入选中国科学院院士增选有效候选人名单[7]
- 2008年，获第四届中国化学会-巴斯夫公司青年知识创新奖
- 2008年，获国家自然科学二等奖（第一完成人）[8]
- 2009年，入选中国科学院院士增选初步候选人名单[9]
- 2011年，当选中国科学院院士[10]
- 2014年，当选发展中国家科学院院士[11]
- 2020年，当选中国化学会创始会士[12]
- 2021年，成为中国化工学会会士[13]
- 2024年，获未来科学大奖物质科学奖[14]